# Beyond: Two Souls
Pour les articles homonymes, voir Beyond.
Beyond: Two Souls (littéralement : « Au-delà : Deux âmes ») est un jeu vidéo développé par Quantic Dream et édité par Sony Computer Entertainment sur PlayStation 3, sorti le 11 octobre 2013 en Europe. Le titre est officiellement présenté le 5 juin 2012 au cours de la 18e édition de l'E3. Y jouent les acteurs Elliot Page (crédité Ellen Page) et Willem Dafoe.

## Trame

### Thème
Le jeu est centré sur des questions relatives à ce qu'il y a après la mort. David Cage a déclaré que les joueurs seraient capables de voir « ce qu'il y a au-delà » après avoir fini le jeu. Le jeu présente un univers sombre, noir et travaillé, dans la veine de Heavy Rain.

### Scénario
Le jeu est raconté dans un ordre non linéaire, en sautant entre différents moments de la vie du personnage principal, Jodie Holmes.
Jodie Holmes, une jeune femme possédant des pouvoirs surnaturels lui procurant un lien psychique avec une mystérieuse entité, doit parcourir le globe pour faire face à son destin. Elle se retrouve ainsi confrontée à des événements émotionnellement forts.
Âgée de huit ans, Jodie Holmes vit dans une base militaire avec ses parents adoptifs, Philip et Susan. Depuis qu'elle est née, Jodie est liée à une entité mystérieuse et invisible qu'elle nomme Aiden. Elle peut avoir avec lui des dons télépathiques. Mais Aiden possède d'autres pouvoirs qui aideront Jodie dans son aventure, comme posséder l'esprit des gens, les étrangler et manipuler des objets ou canaliser des souvenirs perdus afin d'utiliser Jodie comme médium. Aiden protège Jodie coûte que coûte dans toutes les situations. Après un incident, alors qu'Aiden étrangle presque un enfant, Jodie se retrouve à la DPA (Department of Paranormal Activities « Département des activités paranormales »), où l'on étudie les événements paranormaux. Elle est alors présentée aux médecins Nathan Dawkins et Cole Freeman  avec qui elle va rester quelques années.
Sous la garde des deux médecins et de la DPA, Jodie va apprendre à contrôler Aiden avec ses pouvoirs. Un soir, Nathan apprend que sa fille et sa femme sont mortes dans un accident, tandis que Jodie pouvait voir leur fantôme apparaître un peu plus tôt. Nathan est effondré par la nouvelle et Jodie, partie dormir, voit le fantôme de sa fille, Laura, qui lui demande de la suivre. Jodie est conduite jusqu'au bureau de Nathan qui est déprimé et anéanti. Jodie vient le réconforter, elle lui demande ses mains afin de servir d'intermédiaire et de médium grâce au pouvoir d'Aiden entre la famille de Nathan et ce dernier. Nathan, malgré les adieux paisibles des deux femmes, garde une rancœur incurable au fond de lui. Les années défilent alors, Jodie cherche à trouver son indépendance et avoir une vie normale, soit avec l'aide des médecins, soit par elle-même. Mais toutes ses tentatives se soldent par un échec, et Jodie se retrouve alors sauvée à plusieurs reprises par Aiden.
Plus tard, Nathan est informé par ses supérieurs que le condenseur, un portail reliant notre dimension à celle de l’infra-monde, une sorte de limbe ou d'au-delà, est abîmé et libère de nombreuses entités hostiles qui massacrent tout le personnel du laboratoire. Nathan demande donc de l'aide à Jodie qui accepte. Après avoir bravé de nombreux dangers et l'ambiance malsaine se dégageant du laboratoire sous l'emprise de la mort, Jodie arrive à éteindre le condenseur. Elle demande à Nathan à ce qu'il n'y en ait jamais de nouveaux construits et de toujours les empêcher. La CIA prend cette affaire au sérieux et envoie Ryan Clayton, un agent, recruter Jodie. Elle refuse au début, mais son avis n'est pas demandé et elle est forcée à quitter la base afin d'intégrer la CIA. Après trois années de formation, elle est admise à la CIA et devient agent. C'est là qu'elle fait plusieurs missions, souvent avec Ryan, devenant de plus en plus attirée par lui. Selon le choix du joueur, Jodie peut avoir une relation amoureuse ou non avec Ryan.
Lors d'une mission, Jodie est envoyée dans un pays africain pour assassiner un chef de guerre. Avec l'aide d'Aiden et d'un petit garçon nommé Salim, elle réussit son objectif. Mais l'une des victimes présentes lors du meurtre du chef de guerre se trouve être le père de Salim. Le garçon lui tire alors dessus par vengeance, et le joueur doit protéger Jodie. Malgré son aide, elle se retrouve confrontée à toute la milice du pays, prête à être exécutée. Mais Ryan arrive avec des renforts, et parvient à l'extraire à l'aide d'un hélicoptère. Elle apprend aux informations que l'homme tué n'était pas un chef de guerre mais le président élu démocratiquement du pays. Dégoûtée, elle s'énerve contre Ryan et malgré les supplications de ce dernier, elle parvient à s'enfuir. Elle est considérée comme traître, elle fuit donc à travers le pays où elle rencontre un groupe de sans-abris, elle contribue à la naissance d'une petite fille nommée Zoey et plus tard sauve une famille amérindienne d'une entité maléfique.
Elle contacte Cole et lui demande des informations sur sa vraie mère. Il parvient à la retrouver, il s'agit de Norah Gray qui est dans un hôpital psychiatrique où elle était plongée dans un coma artificiel depuis la naissance de Jodie. Jodie apprend que Norah avait elle aussi un lien avec une entité, et que la CIA craignait qu'elle devienne un danger pour elle-même et pour Jodie. Ils lui injectent donc un sérum qui la met en état catatonique. À contrecœur, détruite par l'état de sa mère, Jodie demande à Aiden d'euthanasier sa mère. Mais Jodie est capturée par la CIA à peine sortie de la chambre.
La CIA conduit Jodie à Nathan qui est maintenant directeur de la DPA. Il révèle à Jodie qu'en échange d'une faveur, la CIA serait prête à la laisser vivre une vie indépendante. Après un briefing, il est révélé qu'il s'agit de détruire une installation militaire kazhane ayant elle aussi développé un condenseur. Prête à tout pour garder la technologie du condenseur exclusivement pour elle, la CIA envoie Jodie et son équipe détruire le condenseur ennemi. Ryan et deux de ses formateurs de la CIA sont donc les membres de l'équipe de Jodie. Nous les retrouvons dans un village de pêcheurs sous la neige où ils parviennent à trouver par certains moyens l’établissement militaire. Déguisés en soldat tués auparavant, Ryan et Jodie s'infiltrent après avoir volé un sous-marin. Ils sont capturés plus tard, et Aiden et Jodie se retrouvent séparés par un champ de confinement destiné à bloquer les entités. Aiden ne peut donc pas rejoindre Jodie qui est interrogée. Heureusement, il parvient à désactiver le champ de confinement, ce qui libère les autres entités sur les soldats et le personnel, il libère ainsi Jodie et Ryan. Jodie détruit le condenseur et s'enfuit.
De retour à la CIA, Jodie est relâchée et découvre sa nouvelle identité, prenant le nom d'Elizabeth North. Cependant, avant qu'elle ne parte, Nathan lui dévoile un condenseur miniature qu'il a construit afin de parler à sa famille ou du moins de les revoir. Mais quand Jodie effectue la liaison psychologique qu'a demandée Nathan, elle se rend compte que les actions de Nathan les font souffrir. Elle tente de raisonner Nathan avant de partir. Mais elle est trahie et capturée par la CIA quelques minutes après. Le Général McGrath l'informe qu'elle a été jugée trop dangereuse, et qu'ils comptent lui faire subir le même sort qu'à sa mère, car ils ne peuvent ni la laisser vivre, ni la tuer à cause des actions qu'elle pourrait faire depuis l’infra-monde. Alors qu'elle est enfermée dans une pièce en attendant son sort, Nathan vient la voir et lui dit qu'il va désactiver le champ de confinement pour fusionner les deux mondes. La mort serait dénuée de sens et l'acte est inévitable. Trop faible pour libérer Jodie, Aiden va donc chercher Ryan et Cole et les guide jusqu'à elle. Mais Nathan arrête le champ de confinement au même instant et la panique commence. Les trois héros s'en vont donc courir jusqu'au cœur du Soleil Noir (nom de code du condenseur) pour le détruire. Pour se protéger des entités maléfiques de l'infra-monde, ils utilisent des champs de confinement portatifs.
Pendant la course vers le Soleil Noir, Cole est blessé par une entité et ne peut les accompagner. Plus tard, pour permettre à Jodie d’aller détruire le Soleil Noir, Ryan sacrifie sa propre sécurité en lui donnant son champ de confinement portatif, celui de Jodie ayant été détruit lors d'un combat avec une entité. Elle retrouve Nathan qui appelle sa famille, en vain . Elle tente de le raisonner mais Nathan finit par mourir dans tous les cas et retrouve sa famille avant de disparaître avec elle. Jodie arrête alors le condenseur, toute une série de visions lui sont montrées et elle découvre qu'Aiden est en fait son frère jumeau mort-né. Elle se retrouve face à son fantôme dans un monde parallèle avant qu'il ne disparaisse après qu'elle lui a dit ses sentiments en face. Une fois la scène finie, elle se retrouve entre la vie et la mort, le joueur a le choix entre continuer à vivre ou passer dans l’infra-monde.
Si le joueur choisit de revenir et rester dans le monde des vivants, Jodie survit avec Ryan à l'explosion du condenseur, mais elle perd Aiden. Après un épilogue où elle raconte la suite des événements, elle décide de commencer une nouvelle vie, le joueur a alors quatre choix : rester seule, vivre avec ses amis sans-abris (qui ne le sont plus), vivre avec les Amérindiens ou avec Ryan. Choisir de rester seule ou un des deux derniers choix révèle qu'Aiden est toujours là auprès d'elle. Quel que soit le dénouement, Jodie a des visions de l'avenir avec un futur post-apocalyptique, où elle se retrouvera seule, ou avec Zoey si le joueur choisit l'option de vivre avec les sans-abris. Choisir d'aller dans l’infra-monde amène Jodie à la découverte d'un entre-monde (entre l'au-delà et le monde vivant). De ce monde, Jodie va alors pouvoir continuer à descendre dans celui des vivants, et veiller sur la vie de ses êtres chers, tout en étant à son tour une entité, et en gardant une connexion psychique avec Zoey. Cette dernière développera alors le même style de pouvoir psychique que ceux d'Aiden, mais avec sa propre âme, elle se fera ensuite préparer par l'âme de Jodie à affronter seule le possible futur post-apocalyptique.

### Personnages

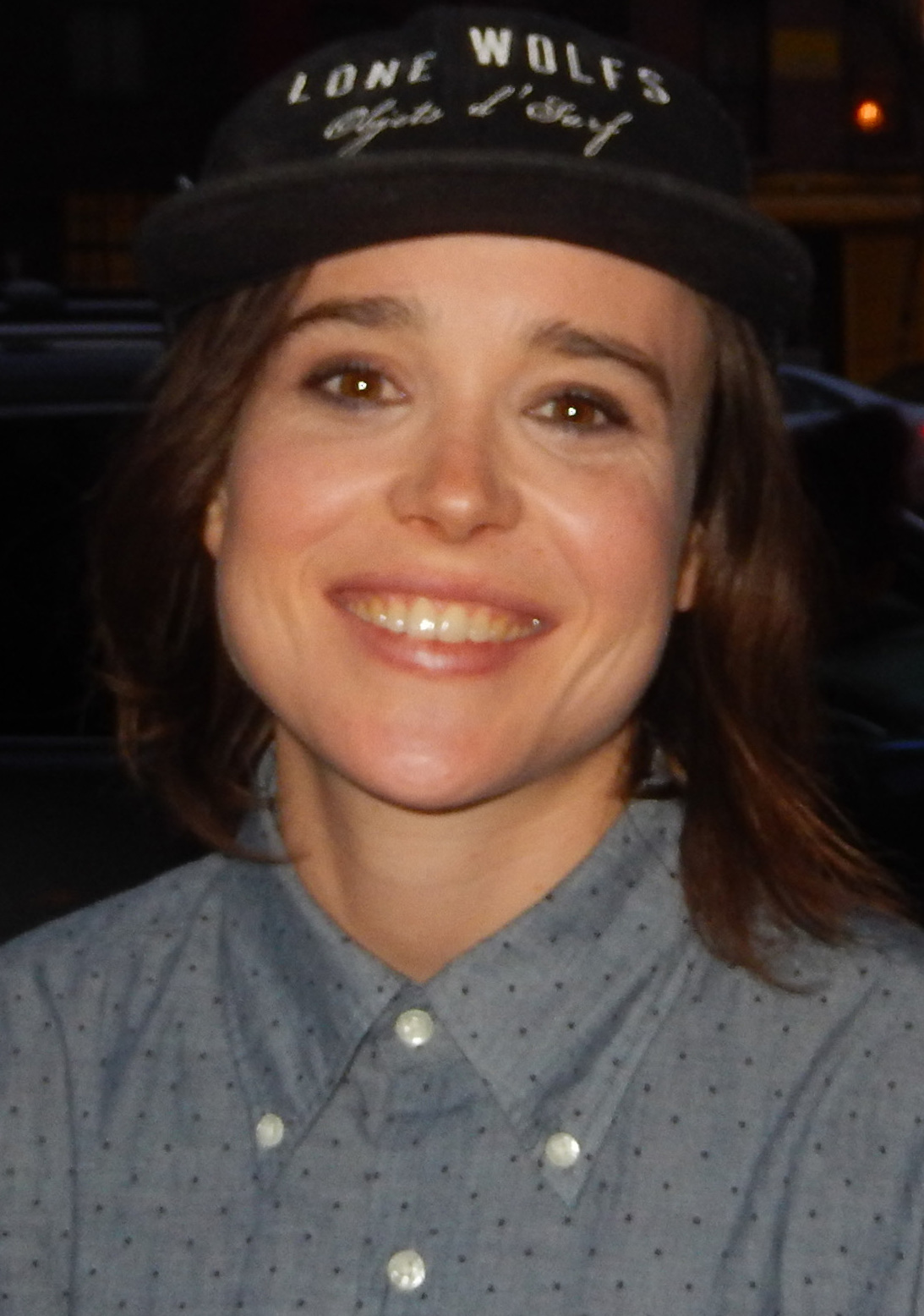
Elliot Page (ici en 2015), interprète de Jodie Holmes.

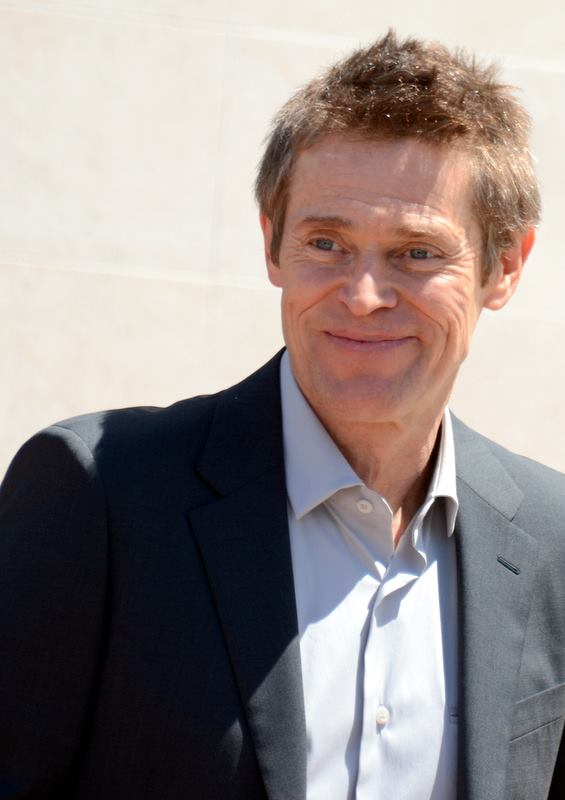
Willem Dafoe (ici en 2014), interprète de Nathan Dawkins.

- Jodie Holmes : Depuis sa naissance, Jodie a un don, une connexion psychique avec une mystérieuse entité nommée Aiden, avec laquelle elle peut accomplir des actes télépathiques, comme posséder l'esprit des gens et manipuler certains objets. Après un incident avec quelques enfants du quartier qu'Aiden a failli tuer, les parents d'accueil de Jodie demandent de l'aide pour prendre soin de la jeune fille, la laissant en permanence sous la garde des médecins Nathan Dawkins et Cole Freeman dans le département des activités paranormales des États-Unis. Le personnage est interprété par Elliot Page (avant sa transition), par capture de mouvement[4].
- Aiden : Aiden est une entité surnaturelle qui est liée à Jodie depuis son plus jeune âge. On sait peu de choses à son sujet, si ce n'est que Jodie est la seule personne capable de communiquer avec lui. Il est le frère jumeau décédé de Jodie, qui est mort après avoir été étranglé par le cordon ombilical. Cependant, son esprit reste attaché à Jodie qui lui permet de communiquer avec elle et de l'aider.
- Nathan Dawkins : un scientifique du gouvernement qui travaille avec Jodie pour analyser ses pouvoirs. Le personnage est interprété par Willem Dafoe, lui aussi par capture de mouvement[1].
- Cole Freeman : Cole est un chercheur paranormal du gouvernement, travaillant avec Nathan Dawkins pour traiter ainsi que pour étudier Jodie comme un enfant. Cole agit comme une figure d'autorité dans la vie de Jodie, mais ressemble plus à un frère protecteur. Il a montré qu'il se soucie profondément de Jodie, et est prêt à tout faire pour l'aider.
- Ryan Clayton : Ryan a été le premier à introduire Jodie dans la CIA. Il est d'abord très impoli envers Jodie, mais il devient plus chaleureux par la suite. Il est souvent strict et essaie de ne pas questionner en profondeur les ordres ou ses actions. Plus d'une fois, il invoque les ordres pour justifier les actions moralement ambivalentes que Jodie et lui effectuent pour le compte de la CIA. Il peut devenir un partenaire romantique pour Jodie, au grand désarroi d'Aiden.
- Stan : est un homme sans domicile dans une ville inconnue, et fait partie d'un groupe de sans-abris, comprenant Tuesday, Walter et Jimmy.
- "Elisa" Tuesday : est une jeune femme sans domicile dans une ville inconnue. Elle fait partie d'un groupe de personnes sans-abri dont Stan, Walter et Jimmy et apparaît dans le chapitre Sans-abri. Elle a fui un ami abusif pour protéger son bébé, disant à Jodie qu'il aurait tué son enfant. Afin de protéger son identité, elle changea son nom en Tuesday, le jour de la semaine où elle s'enfuit.
- Jimmy : est un jeune sans-abri dans une ville inconnue, et fait partie d'un groupe de sans-abri dont Tuesday, Walter et Stan. Il a été déclaré par Stan et Walter que Jimmy a un problème de drogue. Stan avertit Jodie de rester loin de Jimmy quand il "n'a pas eu son correctif". Alors que le groupe dîne plus tard dans le chapitre, Jimmy aura des frissons et déclarera qu'il a froid. Jodie peut utiliser les capacités de guérison d'Aiden pour réchauffer Jimmy, qui fait partie du trophée Miracles.
- Walter : est un vieillard sans abri dans une ville inconnue. Il fait partie d'un groupe de sans-abri avec Stan, Tuesday et Jimmy.
- Susan Holmes : Susan est la mère adoptive de Jodie. Elle est mariée à Philip Holmes. Elle, à la différence de son mari, prend véritablement soin de Jodie, malgré Aiden. Elle défend fermement Jodie quand Philip insiste pour l'abandonner, et se concentre plutôt sur l'essai de l'aider, par opposition à la solution de facilité de juste la laisser.
- Philip Holmes :  est le père adoptif de Jodie. Il semble être plutôt froid et lointain envers elle, et contrairement à sa femme Susan, il est prompt à punir Jodie si elle révèle toute preuve de l'existence d'Aiden. Il convainc Susan de confier Jodie à la DPA, aux soins de Nathan Dawkins et Cole Freeman.

## Système de jeu
Le système de jeu est composé de deux parties. Ainsi, en fonction du personnage contrôlé par le joueur, le système de jeu change. On retrouve aussi pour les deux personnages deux niveaux de difficulté. Lorsque le joueur contrôle Jodie, le gameplay ressemble beaucoup à celui de Heavy Rain, notamment avec la présence d'actions contextuelles, toutefois moins présentes que dans Heavy Rain. Le contrôle d'Aiden propose au joueur d'interagir avec les éléments de l'environnement, à l'aide des joysticks.
Le joueur bénéficie de quatre types d'actions en fonction de l'aura qui entoure le personnage non-joueur. Si le PNJ a une aura :
- Bleue : aucune action n'est possible sur lui ;
- Orange : il suffit d'écarter les joysticks pour prendre le contrôle du PNJ ;
- Rouge : on peut recourir à la strangulation du PNJ en rapprochant les joysticks ;
- Verte : le PNJ est soignable.

Le joueur peut aussi interagir avec les objets lorsqu'un point blanc apparaît.
Beyond: Two Souls est un jeu qui se joue en solo ou en duo. En solo, le joueur contrôle les deux personnages à tour de rôle, de même pour le multijoueur : l'un contrôle Jodie et l'autre contrôle Aiden. Le basculement entre les deux personnages se fait grâce à la touche triangle.

## Distribution
- Elliot Page (crédité Ellen Page) (V. F. : Jessica Monceau) : Jodie Holmes
- Willem Dafoe (V. F. Dominique Collignon-Maurin) : Nathan Dawkins
- Eric Winter (V. F. Pierre Tessier) : Ryan Clayton
- Kadeem Hardison : Cole Freeman
- Caroline Wolfson : Jodie Holmes, enfant
- Robert Burns (V. F. : Daniel Lafourcade) : Philip Holmes
- Nancy Tate : Susan Holmes
- David Gasman : le lieutenant J. Sherman
- Dominic Gould : Paul / Earl / Mike
- Tercelin Kirtley : Jimmy / Frank / Cory / Willie
- Manon Le Henanff : Jodie Holmes, bébé
- Michael Rickwood (V. F. : Patrick Borg) : Général McGrath
- Nora Holmes : Barbara Weber-Scaff
- Shimasani : Barbara Weber-Scaff

## Développement
Le développement a débuté peu après la sortie de Heavy Rain. Comme pour ce dernier, Quantic Dream met en ligne une vidéo présentant le moteur utilisé pour le jeu avant d'officialiser celui-ci. Ainsi, lors de la Game Developers Conference à San Francisco, le 7 mars 2012, le studio présente Kara, un prototype tournant en temps réel sur PlayStation 3, présentant une nouvelle technologie orientée sur le détail et l'animation des visages grâce à un nouveau système de capture de mouvement de soixante-cinq caméras.
David Cage, scénariste et réalisateur, présente officiellement le jeu lors de l'E3 2012, le 5 juin 2012, comme étant un thriller psychologique exclusif à la console de Sony, tout comme leur dernier jeu. La première bande-annonce de Beyond est alors présentée et permet de découvrir que le personnage principal, Jodie Holmes, est interprété par l'acteur Elliot Page.
Lors de l'enregistrement de la bande-originale, l'un des compositeurs, Normand Corbeil, décède d'un cancer du pancréas le 25 janvier 2013. Il s'agissait pour lui de son projet final. Lorne Balfe le remplace.

## Accueil

### Critiques
Le jeu recueille des avis partagés en général. La presse française illustre cette tendance.
Jeuxvideo.com note le jeu 16/20, saluant la narration ainsi que l'accessibilité, mais critiquant l'orientation trop grand public du titre avec un challenge très faible. Gameblog accorde la note de 4,5/5, et insiste surtout sur l'émotion provoquée par l'histoire. Il lui accordera également un 9/10 pour la version PC dont les graphismes sont magnifiés. Gamekult donne 5/10 au jeu, critiquant le gameplay inexistant et la narration confuse.
Le jeu regroupe sur Metacritic la moyenne de 70 sur 100 fondée sur 96 avis de la presse vidéoludique mondiale, indiqués comme « avis moyens ou partagés ». Là aussi, la presse se divise au sujet de la qualité de la narration ou du gameplay proposés.
Les critiques positives (tel PlayStation: The Official Magazine ou XGN) louent la nouvelle façon de jouer, pionnière du film interactif, le scénario aussi est couvert d'éloges pour son émotion.
Mais les critiques moyennes ou négatives (IGN, Video Gamer, The New York Times) critiquent le peu d'actions à faire, et estiment impossible de considérer Beyond: Two Souls comme un jeu vidéo à part entière. Ces mêmes critiques considèrent également le jeu comme un mauvais film, ressortent les arguments du scénario confus et cliché.

### Ventes
Selon les estimations de VG Chartz, le jeu s'est écoulé au terme de sa cinquième semaine de commercialisation à 580 000 exemplaires dans le monde, chiffre mitigé au regard du budget de Beyond: Two Souls (20 millions de dollars) et des ventes de Heavy Rain (qui lors de sa cinquième semaine de commercialisation s'est vendu à 974 000 exemplaires dans le monde).
Quantic Dream annonce avoir franchi le cap du million d'exemplaires vendus à travers le monde le 20 décembre 2013. Le 10 janvier 2014, le directeur général délégué du studio, Guillaume de Fondaumière, révèle que 70 088 exemplaires du jeu se sont écoulés en France lors de ses 12 premières semaines de commercialisation.

## Postérité
Le jeu sort sur PlayStation 4 le 24 novembre 2015, les graphismes et le contenu étant améliorés et enrichis par rapport à la version précédente.
Une adaptation en série par la société de production Pageboy Productions est annoncée en janvier 2025.